# جیمز باند (مجموعه‌فیلم)
سری فیلم‌های جیمز باند، مجوعه‌ای از فیلم‌هایی است که براساس شخصیت داستانی خیالی به نام جیمز باند، مأمور سازمان ام‌ای۶ خلق شده‌است. جیمز باند در داستان بلندی که یان فلیمینگ نوشته بود با ۰۰۷ کدگذاری شده‌بود. نسخه‌های اولیه بر اساس داستان نگارش یافته توسط فلیمینگ و داستان‌های کوتاه بود؛ که البته بعدها دارای خط داستانی مستقل خودش شد. این سری فیلم، به عنوان یکی از طولانی‌ترین سری فیلم‌هایی است که در حال تولید می‌باشد. شروع این سری فیلم‌ها از سال ۱۹۶۲ بوده که تاکنون ادامه داشته‌است؛ که البته بین سال‌های ۱۹۸۹ تا ۱۹۹۵ وقفه‌ای شش ساله به وجود آمد. تا امروز شرکت ئی‌اوان، ۲۴ فیلم از این سری با میانگین تقریبی یک فیلم در هر دو سال، ساخته‌است. به‌طور معمول، مکان ساخت این فیلم‌های این مجموعه، در استودیو پین وود است. تاکنون شش بازیگر در قالب جیمز باند به ایفای نقش پرداخته‌اند.
شرکت خانوادگی براکلی (که از سال ۱۹۷۵ به سالتزمن تغییر اسم دادند) با نام دِینجاک صاحب امتیاز سری فیلم جیمز باند بود. تا اوسط دههٔ هفتاد میلادی این شرکت به همراهی شرکت یونایتد آرتیستز صاحب امتیازی خود را حفظ نمود به‌طوری که تمام فیلم‌های منتشر شده در این زمان، از دکتر نو (۱۹۶۲) تا فقط بخاطر چشمان تو (۱۹۸۱) توسط یونایتد آرتیستز توزیع و فروخته می‌شد. در سال ۱۹۹۸، شرکت مترو گلدوین مایر، شرکت یونایتد آرتیستز را خریداری و شرکت ام‌جی‌ام/یواِی را راه اندازی نمود. این شرکت صاحب امتیاز جیمز باند شد و بین سال‌های ۱۹۸۹ تا ۱۹۹۵ سه فیلم جیمز باند را تولید و توزیع نمود؛ البته این موضوع مربوط به زمانی پیش از انحلال شرکت یونایتد ارتیستز در سال ۲۰۰۲ بود. از سال ۲۰۰۶ نیز کنسرسیومی متشکل از چند شرکت از قبیل سونی و تی‌پی‌جی که شرکت مترو گلدوین مایر را خریداری نمودند به همراه کلمبیا پیکچرز، به تولید و پخش این سری فیلم را بر عهده گرفتند.

## توسعه

### اولین فیلم جیمز باند
اولین جرقه برای اقتباس از داستان جیمز باند در سال ۱۹۵۴ در مجموعه کلای‌مکس! بر اساس داستان کازینو رویال زده شد. بازیگری نقش جیمی باند در این مجموعه بر عهده بازیگر توانای آمریکایی، بری نیلسن بود. یان فلمینگ خواهان ساختن قسمت‌هایی از داستانش توسط الکساندر کوردا بود. یان، پیشنهاد ساخت کتاب‌های زنده بمان و بگذار بمیرد و مون‌ریکر را داده بود، که کوردا نپذیرفت. در یکم اکتبر ۱۹۵۹ (۹ مهر ۱۳۳۸) اعلام شد که خودِ فلیمینگ نگارش فیلمنامه‌ای اختصاصی برای ساختن فیلمی به تهیه‌کنندگی کوین مک‌کلوری را بر عهده گرفته‌است. اگرچه به‌طور هم‌زمان جک ویتینگهام نیز در حال نگارش فیلمنامه‌ای برای همین کار بود. آلفرد هیچکاک و ریچارد بارتون از قبول کارگردانی و بازیگری در این فیلم سرباز زدند. مک‌کلوری هری پاتر (مجموعه فیلم) به دلیل کاهش احتمال موفقیت از کار کنار کشید. فلمینگ هم فیلمنامهٔ نگارشی‌اش را که به صورت داستانی با نام گلوله آتشین در سال ۱۹۶۱ (۱۳۴۰) منتشر نمود.
در سال ۱۹۵۹، براکلی، برای ساخت اقتباسی از جیمز باند ابراز علاقه نمود. براکلی به همراهی شریکش، هری سالتزمن، در سال ۱۹۶۱ حقوق تمام داستان‌های جیمز باند، به جز داستان کازینو رویال را از فلیمینگ خریداری نمود. در آن هنگام، بسیاری از شرکت‌های هالیوودی به دلایلی چون خیلی انگلیسی بودن یا خیلی پرهیاهو و جنسی بودن از ساخت آن امتناع می‌نمودند.
تهیه‌کنندگان سینما نیز از آن‌ها برای ساخت اثر، یک میلیون دلار درخواست می‌نمودند تا یکی از دو کتاب گلولهٔ آتشین دکتر نو را بسازند.
در نهایت در ۱۹۶۱، شرکت یونایتد آرتیستز و براکلی به توافق رسیدند. این دو تهیه‌کننده شرکت ئی‌اوان را راه‌اندازی نموده و تولید دکتر نو را شروع نمودند.
| شماره | نام           | اولین فیلم              | اولین فیلم                    | اولین فیلم | آخرین فیلم              | آخرین فیلم                    | آخرین فیلم |
| شماره | نام           | عنوان                   | تاریخ نمایش                   | سن         | عنوان                   | تاریخ نمایش                   | سن         |
| ----- | ------------- | ----------------------- | ----------------------------- | ---------- | ----------------------- | ----------------------------- | ---------- |
| ۱.    | شان کانری     | دکتر نو                 | ۵ اکتبر ۱۹۶۲ (۱۳ مهر ۱۳۴۱)    | ۳۲         | الماس‌ها ابدی‌اند         | ۱۴ دسامبر ۱۹۷۱ (۲۳ آذر ۱۳۵۰)  | ۴۱         |
| ۲.    | جورج لازنبی   | در خدمت سرویس مخفی ملکه | ۱۲ دسامبر ۱۹۶۹ (۲۱ آذر ۱۳۴۸)  | ۳۰         | در خدمت سرویس مخفی ملکه | ۱۲ دسامبر ۱۹۶۹ (۲۱ آذر ۱۳۴۸)  | ۳۰         |
| ۳.    | راجر مور      | زندگی کن و بگذار بمیرد  | ۲۷ ژوئن ۱۹۷۳ (۶ تیر ۱۳۵۲)     | ۴۵         | منظری به یک قتل         | ۲۲ مهٔ ۱۹۸۵ (۱ خرداد ۱۳۶۴)     | ۵۷         |
| ۴.    | تیموتی دالتون | روشنایی‌های زندگی        | ۳۰ ژوئن ۱۹۸۷ (۹ تیر ۱۳۶۶)     | ۴۱         | جواز قتل                | ۱۴ ژوئیه ۱۹۸۹                 | ۴۳         |
| ۵.    | پیرس برازنان  | چشم طلایی               | ۱۷ نوامبر ۱۹۹۵ (۲۶ آبان ۱۳۷۴) | ۴۲         | روز دیگر بمیر           | ۲۰ نوامبر ۲۰۰۲ (۲۹ آبان ۱۳۸۱) | ۴۹         |
| ۶.    | دنیل کریگ     | کازینو رویال            | ۱۶ نوامبر ۲۰۰۶ (۲۵ آبان ۱۳۸۵) | ۳۸         | زماني براي مردن نيست    | ۲۰٢١( ۱٤٠٠)                   | ۴۵         |

### شان کانری - (۱۹۶۲–۱۹۶۷) و ۱۹۷۱

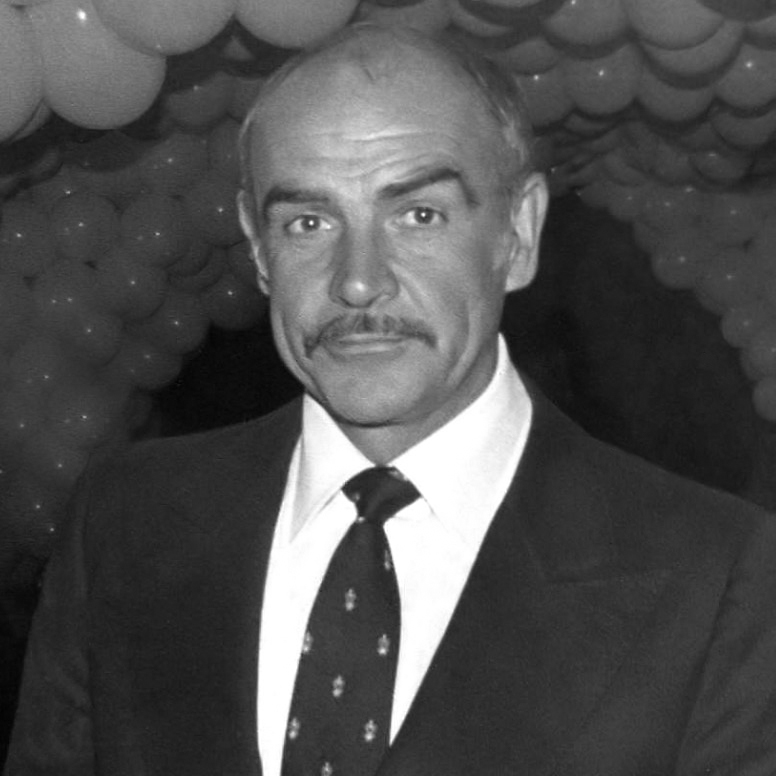
شان کانری در سال ۱۹۸۰

برای یافتن اولین جیمز باند مسابقه‌ای برگزار و شش نفر نهایی شدند. از این شش نفر امتحانی بازیگری، توسط براکلی، سالتزمن، فلیمینگ گرفته شد. برندهٔ این مسابقه فردی ۲۸ ساله، که مدل بود، برگزیده‌شد. نام او پیتر آنتونی بود که به نظر براکلی او دارای کیفیت بازی‌ای در حد گریگوری پگ بود. ولی او نتوانست در نقش جیمز باند به خوبی بازی کند. سپس این دو تهیه‌کننده شان کانری را انتخاب کردند. شان، ۵ فیلم متوالی جیمز باند را بازیگری نمود. بر اساس بعضی از شایعات، کانری را شخصی به نام، بِن فیز کارگردانی اهل لهستان و دوست سالتزمن، پیشنهاد داده بود. سالتزمن بازی کانری را در ویولن زن دید. این فیلم یازدهمین فیلم کانری بود. شان کانری، تا پیش از اولین بازی‌اش در فیلم پاسفیک جنوبی، در شغل‌هایی مانند شیرفروش، رانندهٔ تراکتور، واکس زن تابوت، محافظ شخصی و چند شغل دیگر نیز کار کرده‌بود. او در فیلم پاسفیک جنوبی نقش یک رقاص را بر عهده داشت.

#### دکتر نو(۱۹۶۲)
فلیمینگ و براکلی، بعد از کنار گذاشتن شش نفر دیگر، که یکی از آن‌ها از دوستان براکلی بود، روی شان کانری توافق کردند. کانری برای ایفای این نقش از کلاه گیس استفاده کرد. البته این رویه برای سایر فیلم‌های این سری نیز از سوی وی تکرار شد. کانری در جایی اعلام کرده بود که این نقش اصلاً به شخصیت واقعی‌اش نزدیک نبود. یان فلمینگ بعد از مشاهدهٔ نسخهٔ اولیه دکتر نو به دستیارش گفت: «وحشتناکه، واقعاً وحشتناکه» ! نقدها و نظراتی بسیاری که بعضی از آن‌ها به‌طور وحشتناکی بود بر فیلم دکتر نو وارد شد. حتی واتیکان هم به ابراز نظر علیه آن پرداخت. یان، در انتهای رمانش به نوعی زمینه را اسکاتلندی بودن جیمز باند فراهم نمود تا با شخصیت کانری در فیلم همخوانی داشته باشد.

نقش دکتر نو هم بر عهدهٔ جوسف وایزمن گذاشته شد. این کار به خاطر نقش مشابهی بود که وی در مجموعهٔ تلویزیونی منطقهٔ گرگ و میش در قسمت یک نعش‌کش دیگر بازی کرده بود. البته افرادی مانند نول کراود، کریستوفر لی، ماکس ون سیدو نیز مد نظر تهیه‌کنندگان بودند.

#### از روسیه با عشق(۱۹۶۳)
قسمت دوم از سری فیلم باند، با نظر تهیه‌کنندگان بودجه‌اش دو برابر شده‌بود. همچنین مکان فیلم‌برداری به اروپا منتقل شد. هدف از این کار کسب سود بیشتر نسبت به فیلم دکتر نو بود. بسیاری از اعضای گروه سازنده قسمت نخست سری بودند. این فیلم اولین فیلمی بود که دارای پیش‌نمایش اسامی بود. همچنین بوتروید که به عنوان افسر متخصص شناخته می‌شد، در این قسمت از سری جیمز باند معرفی شد. بازیگر این نقش دزموند لیوین بود. این شخصیت در نهایت به شخصیت کیو در قسمت سوم تبدیل شد. دزموند در ۱۷ قسمت این سری به ایفای نقش پرداخت. در واقع او بیش از هر بازیگر دیگری یک نقشی یکسان را در یک سری فیلم سینمایی بازی کرد و رکورد دار شد. در مبارزهٔ نهایی جیمز باند و دونالد گرانت (روبرت شاو) که در اورینت اکسپرس (قطار سریع‌السیر) رخ داد، جیمز باند به وسیلهٔ ابزاری که کیو به او داده بود زندگی‌اش نجات یافت. این فیلم البته پایانی بر حضور شخصیت داستانی سیلوا ترنچ بود. با دوبرابر شدن قتل‌های رخ داده این فیلم، خشونت به اندازهٔ زیادی نسبت به قسمت پیشین افزایش یافته بود. این قسمت از کتاب به عنوان یکی از ۱۰ کتاب محبوب رئیس‌جمهور جان اف کندی بود. و همچنین آخرین فیلمی بود که کندی قبل از مرگش مشاهده کرده‌بود. بعضی از منتقدان قسمت اول، همچنان به ایرادگیری از این قسمت نیز مشغول بودند و از این فیلم به عنوان فیلمی که باید پرتش کرد توی آشغالی یاد می‌کردند. اما نظر تماشاگران بر عکس بود، آن‌ها به فیلم علاقه‌مند شده‌بودند. اگرچه در این میان بعضی از منتقدان، نیز نقدهایی مثبت بیان می‌کردند؛ مثلاً بروسلی کروتر در نقدی گفت: «این فیلم رو از دست ندین» ! در واقع این اولین قسمت از سری فیلم‌های باند بود که تمام عناصر به اصطلاح جیمز باندی در آن حاضر بودند.

#### پنجه طلایی (۱۹۶۴)
نام فیلم بعدی از این سری پنجه طلایی بود. گای همیلتون به عنوان کارگردان این قسمت انتخاب شد. بعد از دو قسمتی که ترنس یانگ کاگردانی کرده بود، گای به تزریق ترس و وحشت به سری فیلم‌های باند علاقه داشت. شخصیت داستانی پوسی گالور بقدری وسوسه‌کننده بود که هانر بلکمن از بازی در مجموعه تلویزیونی انتقام‌جو انصراف داد. این نقش بعداً به دیاناریگ محول شد. نقش اوریک انگشت طلایی، به گرت فروب محول شد، اگرچه تیودور بیکل نیز مد نظر بود. گِرت، هنرمندی شناخته شده در سوید بود و به دلیل لهجه‌ای که داشت، دست‌اندرکاران در فیلم را مجبور به دوبلهٔ صدای وی در فیلم نمود.
پنجه طلایی، یکی از شناخته‌شده‌ترین قسمت‌های این سری در میان عامهٔ مردم است. یکی از این دلایل محبوبیت، استفاده از لیزر بود که به تازگی اختراع شده بود و به نوعی عمومی نمودن علم، کاربرد لیزر در برش، در میان مردم بود. یکی از تاریخی‌ترین جملات در همین قسمت در سری فیلم‌های میان باند و پنجه طلایی رد و بدل شد:
باند: چیه! از من انتظار داری حرف بزنم؟
پنجه طلایی: نه آقای باند! من انتظار دارم تو بمیری!
 نمایش این فیلم در انگلستان باعث شورش شد و در آمریکا به پرفروش‌ترین فیلم تا آن تاریخ تبدیل شده و همچنین اولین فیلم از این سری بود که جایزه اسکار را دریافت نمود. (برای بهترین تصاویر ویژه و صدا). یان فلیمینگ پیش از آن که این فیلم را ببیند از دنیا رفت.

#### گلوله آتشین (۱۹۶۵)
در سال ۱۹۶۱، رمان گلولهٔ آتشینِ یان فلیمینگ، بر صدر رمان‌های پرفروش قرار گرفت. همین مورد باعث شد تا بروسلی دوباره برای ساخت اثری دیگر بر پایهٔ داستان‌های فلمینگ، تشویق شود. اگرچه این موضوع با دعواهای حقوقی‌ای بین فلمینگ و فیلم‌نامه‌نویسان همراه بود. در نهایت تولید چهارمین فیلم جیمزباندی، تا پایان دعواهای حقوقی بین نویسندگان به تأخیر افتاد. مکلوری، فلیمینگ را به خاطر استفادهٔ بدون اجازه از بعضی از کارامترهای داستان مکلوری مورد تعقیب قرار داد. با برد مکلوری در دادگاه، براکلی و سالتزمن به همراه مکلوری شروع به تولید فیلم نمودند. به جز تقش باند که مثل همیشه به کانری سپرده شده بود، برای نقش اول زن داستان باند، افرادی از قبیل راکل وِلش، جولی کریستی، فی داناوی مد نظر بودند، اما در نهایت این نقش به دختر شایسته سابق فرانسه، کلودین آگر سپرده شد. به خاطر دیدگاه بازاریابی در اروپا، تهیه‌کنندگان به دنبال بازیگری اروپایی برای بازی در تقش تبهکاری به نام لارگو بودند. آدولف سل، مدلی ایتالیایی‌ای بود که این نقش به وی سپرده شد.
کانری برای شروع فیلمبرداری بسیار مشتاق بود ولی در مصاحبه‌ای قبل از تولید اثر به ابزار نارضایتی از بخشی از شرایط پرداخت و بازی در فیلم باند را مجموعه از ۱۸ هفته پر از زد و خورد و شنا و صحنه‌های عاشقانه توصیف نمود و از علاقه‌اش برای کناره‌گیری پرده برداشت. کانری بعد از این فیلم از آن به عنوان بهترین جیمزباندی که بازی کرده نام برد ولی بعدها اعلام کرد که از روسیه با عشق بهترین بوده‌است. با توجه به ارزش دلار در آن زمان، فیلم فروشی برابر با یک میلیارد دلار داشت. همچنین الهان بخش بسیاری از مجموعه‌های تلویزیونی و فیلم‌هایی از قبیل فیلم حادثه‌ای مایکل کِین با بازی هری پالمر، مجموعهٔ تلویزیونی دِرِک فلینت با بازی جیمز کابین و نیز بازی دین ماریت در مجموعه تلویزیونی مت هِلم، می‌توان نام برد.

#### شما فقط دوبار زندگی می‌کنید (۱۹۶۵)
برای پنجمین فیلم جیمز باند، وی رودرروی فردی خبیث و نفر اول اِسپِکتِر می‌ایستد. اِسپِکتِر قدرتمندترین سازمانی جنایتکار در جهان است. نام این قسمت از شبه هایکویی گرفته شده که فلیمینگ در بخش از کتاب به آن اشاره داشته: «تو فقط دوبار زندگی می‌کنی/یک‌بار که به دنیا میای/و یک‌بار که بامرگ رودر رو میشی!». باند به قدری در ژاپن محبوب بود که هنگام عزیمت گروه به ژاپن با استقبال گرمی روبه‌رو شدند. کانری بعد از این کار از جیمز باند بودن استعفا داد و دلیل خود را عدم اشتیاق موجود در گلوله آتشین عنوان نمود. بخش‌هایی از فرهنگ روبه رشد ژاپن در فیلم به نمایش درآمد و برای اولین بار در داستان‌ها از هنرهای رزمی و عملیات‌های نینجایی پرده برداری شد. شما فقط دوبار زندگی می‌کنید سه سال پس از فوت یان فلیمینگ، خالق اصلیش، تولید شد و به نوعی آغاز دوران باند بدون فلمینگ بود.
اگرچه در پوسترها با افتخار عنوان می‌شد که «شان کانری جیمز باند» است، اما وی اعلام کناره‌گیری از این سری از فیلم نموده بود و کاری از دست تهدیدکنندگان برنمی‌آمد؛ بنابراین آن‌ها برای فیلم در خدمت سرویس مخفی علیاحضرت از جورج لازنبی برای نقش جیمز باند استفاده نمودند.

### جورج لازنبی - ۱۹۶۹

#### در خدمت سرویس مخفی ملکه (۱۹۶۹)
جورج لازنبی، مدل استرالیایی بود که نقش مأمور ۰۰۷ را در فیلم خدمت سرویس مخفی ملکه (۱۹۶۹م-۱۳۴۹ش) را بازی کرد. تیموتی دالتون که خود بعدها بازی در این نقش را تجربه کرد، اعلام کرد که جورج برای بازی در این نقش بسیار جوان بوده. تنها تجربهٔ لازنبی، تا آن زمان بازی در یک سری فیلم تبلیغ شکلات بود. تست بازیگری وی رضایت‌بخش بود و به وی برای هفت فیلم پیشنهاد بازی داده شده بود. بعد از آنکه وکیلش وی را متقاعد نمود که بازی در این سری فیلم‌ها برای سال ۱۹۷۰ قدیمی شده و به درد وی نمی‌خورد و این فیلم تنها اثرش در سری فیلم‌های جیمز باند شد و از باقی آن‌ها کنار کشید. نظرهایی که دربارهٔ لازنبی منتشر می‌شد بسیار ناامیدکننده‌بود. بسیاری عنوان می‌کردند که وی از فیزیک بدنی خوبی برخوردار است ولی دارای قیافه‌ای احمقانه در لباس جیمز باند بود. این فیلم تنها فیلم جیمزباند شرکت ئی‌اوان بود که از دیوار چهارم استفاده کرده بود. (اگرچه در فیلم‌های غیر ئی‌اوان نیز یکبار در فیلم هرگز نگو هرگز این کار انجام شده‌بود، آنجایی که‌شان کانری به بینده چشمک می‌زند) در تیزی که لازنبی پیش از تولید بازی کرده بود به نوعی به کانری در فیلم‌های باند پهلو زده بود و می‌گفت: «برای همکار دیگرم هرگز رخ نداده‌است».
درفیلم در خدمت سرویس مخفی علیاحضرت با هوشیاری ارتباطی بین این فیلم با باقی فیلم‌های این سری برقرار نمودند. این کار با نمایش بخش‌هایی از چند قسمت قبلی باند به همراه بود.

### بازگشت شان کانری - ۱۹۸۳

#### هرگز نگو هرگز (۱۹۸۳)
بعد از لازنبی، نوبت به فیلم الماس‌ها ابدیند، این بار تهیه‌کنندگان به فکر بازگشت به فرمول طلایی پنجه طلایی افتادند. گای همیلتون به عنوان کارگردان بازگشته بود. هم‌زمان با تلاش برای بازگرداندن شان کانری، با جان گاوین هم مذاکره شده بود تا در این جیمز باند به ایفای نقش بپردازد. کانری با قراردادی افسانه‌ای حاضر به ایفای نقش شد، دستمزدی ۱٫۲۵ میلیون دلاری به همراه ۱۲٫۵ درصد از سود حاصل از فروش فیلم به همراه ۱۴۵ هزار دلار به ازای هر هفتهٔ اضافی کار در فیلمبرداری. این کار قرار بود در ۱۸ هفته به اتمام برسد. کانری خود در این باره می‌گوید «در واقع این یک رشوه برای بازگرداندن من بود… اما باید گفت که در راستای اهداف من نیز قرار داشت… بازی کردن در نقش جیمز باند هنوز هم لذت‌بخش است». قرار بر این گذاشته‌شده بود تا الماس‌ها ابدی‌اند را برای ادامه‌دار کردن قسمت قبلی (پنجه طلایی) بازگرداند شود ولی در نهایت این طرح کنار گذاشته شد. براساس داستان اصلی که فلمینگ نگاشته بود، باند برای انتقام همسرش که در داستان در خدمت سرویس مخفی علیاحضرت کشته شده‌بود را در شما فقط دوبار زندگی می‌کنید بگیرد؛ ولی در طول فیلمبرداری این جیمز باند همانند اسلافش، داستان تغییر نمود. این بار بلوفیلد (با بازی چارلز گری) دوباره در داستان قرار داده شد تا باند، وی را به سزای عملش برساند. بدین صورت حضور سه‌گانهٔ بلوفیلد در داستان‌های فلیمینگ را به چهار بار افزایش دادند. باند بعد از این فیلم و پس از ۱۲ سال با بازی در فیلم هرگز نگو هرگز، که کاری از استودیویی غیر از ئی‌اوان بود، به نقش جیمز باند بازگشت.

### راجر مور - (۱۹۷۳–۱۹۸۵)
در اوایل سال ۱۹۷۲ (۱۳۵۰)، دوباره تلاش برای یافتن جانشین کانری شروع شد. جرمی برت، مایکل بلینگتون، جولیان گلور (که بعدها تقش اریستوتل کرستاتوس در فقط بخاطر چشمان تو را بر عهده داشت) از افراد شاخص این فهرست بودند. زنده بمان و بگذار بمیرد، نام فیلم بعدی بود که قرار بود تا یکی از این افراد یا راجر مور ۴۵ ساله، بازی کند. راجر مور، تاکنون، به عنوان طولانی‌تر باند تاریخ می‌شناسند، چرا که وی در ۱۲ سال ۷ بار در این نقش ظاهر شد. راجر مور تلاشی برای بازی شبیه به کانری در قسمت‌های قبلی یا بازی خودش در مجموعهٔ تلویزیونی مقدسان ننمود. او بیشتر به نمایش جیمز باندی زنده‌دل و شوخ علاقه داشت. که این کار در تضاد با جیمز باند ارائه شده توسط لازنبی بود. دو فیلم ابتدایی مور از موضوعات اصلی جیمز باندهای قبلی اهتزاز می‌شد. تغییرات در این فیلم از تغییر نوع سیگار و نوشیدنی‌ها آغاز شد. انتقادات به این صورت مطرح می‌شد که «راجر مور از جذابیت شان کانری بی‌بهره است… در واقع مثل یک کمدی مهلک در قالب خواست‌شده توسط کارگردان قرار گرفته».

#### زندگی کن و بگذار بمیرد (۱۹۷۳)، مردی با طپانچه طلایی(۱۹۷۴) و جاسوسی که مرا دوست داشت(۱۹۷۷)
با وجود تضارب آرا، زندگی کن و بگذار بمیرد در گیشه فروش موفقیت مناسبی کسب کرد. این فیلم با بودجه‌ای ۷ میلیون دلاری توانست ۱۲۶٫۴ میلیون دلار فروش جهانی داشته که سهم ایلات متحده از این مقدار تنها ۳۵٫۴ میلیون دلار بود. همچنین این فیلم دارای بالاترین بیننده در سال ۱۹۸۰ در تلویزیون ای‌تی‌وی انگلستان با جذب ۲۳٫۵ میلیون نفر بیننده بود. دومین فیلم مور، مردی با طپانچه طلایی، در گیشهٔ فروش ناامیدکننده ظاهر شد و براکلی نتوانست توجه زیادی را به آن معطوف نماید. سومین فیلم راجر مور، جاسوسی که مرا دوست داشت، از دو جهت نقطهٔ عطفی در این مجموعه بود. اول آنکه، اولین فیلم بود که تنها براکلی تهیه‌کنندهٔ آن بود چراکه سالتزمن سهمش را در ازای بیست میلیون پوند به وی فروخته بود، و دوم آنکه اولین فیلم در این سری بود که دارای فیلم‌نامه‌ای جدید بود، با آنکه نامش را از یان فلیمینگ به یادگار داشت.

#### مون ریکر(۱۹۷۹)، فقط بخاطر چشمان تو(۱۹۸۱)، اختاپوس(۱۹۸۳) و منظری به یک قتل (۱۹۸۵)
چهارمین فیلم راجر مور، مون ریکر، آخرین فیلم این سری بود که از نام‌هایی استفاده می‌کرد که یان فلیمینگ خلق کرده بود، البته تا سال ۲۰۰۶ و فیلم کازنو رویال. راجر مور تمایلش به جدایی از این سری از فیلم‌ها را در بعد از فیلم فقط بخاطر چشمان تو اعلام نمود. با این اعلام دسته‌ای از بازیگران جوان‌تر برای جایگزینی وی امتحان دادن که از انی میان می‌توان به جیمز برولین، اولیور توبیاس، مایکل بلینگتون اشاره نمود. ای‌اوان موفق شد تا با راجر مور برای فیلم اختاپوس نیز تشویق و در نهایت به توافق برسد. فیلمی از جیمز باند از شرکتی غیر از ای‌اوان نیز در همان سال منتشر شد. به خاطر افزایش سن راجر، او در ان زمان ۵۵ سال سن داشت، تعداد بدلکاران دوبرابر شد (بیش از یکصد نفر) و تمام صحنه‌های اکشن را آن‌ها بازی می‌نمودند و تنها در نماهای بسته راجر حضور داشت. مور بیشتر از بازی در منظری به یک قتل پشیمان بود وی مردی فاسد و جاهل بود، چراکه مورد نقد بسیاری قرار گرفت.

### تیموتی دالتون - (۱۹۸۷–۱۹۸۹)
تیموتی دالتون در ابتدا برای جانشینی شان کانری در سال ۱۹۶۷ برگزیده شده‌بود، ولی به علت سن کمش (۲۲ سال) از فهرست خط خورد. ۱۲ سال بعد این فرصت به وجود آمد تا وی جانشین جیمز باندی دیگر باشد، این بار در فقط بخاطر چشمان تو به جای راجر مور. اما نبود نمایش‌نامه و ترس از بازآفرینی کاری مانند جاسوسی که مرا دوست داشت/مون راکر که وی در ابزار نظری بیان داشته بود «ایدهٔ من از جیمز باند، این نیست» دالتون با این پیشینه اولین بازیگری بود که برای فیلم روزهای روشنایی‌های زندگی نامزد شد؛ ولی به دلیل تعهداتش به فیلم برندا استار این کار را کنار گذاشت. چندین بازیگر برای این فیلم امتحان دادند از جمله، سم نیل، لویس کولینز که البته پیش از آن بود که به دالتون پیشنهاد تغییر زمان فیلمبرداری را دادند که پیش از اتمام فیلم برندا استار کار آغاز نگردد.
برای کاهش هزینه‌ها و مخصوصاً بحث‌های مالیاتی، تولید فیلم به مکزیک، به جای استودیو پینوود در انگلستان، نقل مکان نمود. فیلم دارای زمینه‌ای سیاه‌تر و خشن‌تر از پیشینیانش بود به‌طوری‌که ادارهٔ دسته‌بندی فیلم‌های انگستان آن را برای برخی تغییرات در نمایش عمومی فرا خواند.
جواز قتل دیگر به عنوان اولین فیلمی بود که عنوانش نه تنها در هیج یک از داستان‌های فلیمینگ که حتی در داستان‌های کوتاه وی نیز ذکر نشده بود.

### پیرس برازنان - (۱۹۹۵–۲۰۰۲)
برای جایگزینی دالتون، تهیه‌کنندگان کار پیرس برازنان را در فیلم پشت صحنهٰی فیلم فقط بخاطر چشمان تو از همین سری دیده‌بودند که برای دیدن همسرش کاساندرا هریس (که بازیگر نقش کوچکی در آن فیلم بود)، دیده و پسندیده بودند اما آنچه باعث شده تا وی از بازی در این سری فیلم به جای راجر مور باز بماند، قرار دادش برای بازی در مجموعهٔ تلویزیونیِ روینگتون‌های فولادی بود. کمی پس از لغو شدن این مجموعهٔ تلویزیونی، همسر برازنان به سرطان مبتلا شد و به موجب آن برازنان به مراقبت تمام وقت از وی مشغول شد. کاساندرا در ۱۹۹۱ فوت کرد. تا سه سال بعد از این واقعه برازنان گاهی در کارهایی ظاهر می‌شد تا این‌که در سال ۱۹۹۴ وی برای پذیرش نقش باند، آماده شد. وی در این‌باره ابراز امیدواری کرده‌بود که بتواند باند را از نو خلق کند. در جایی گفته بود: «من می‌خواهم آنچه را که در زیر پوست این مرد است و محرک وی و از وی یک قاتل ساخته را به صورت لایه‌لایه و همان‌طور که هست نمایش دهم». برازنان از پنجه طلایی به عنوان اولین فیلم از این سری یادکرده که وی از آن لذت برده و گفت است: «کمی فکر می‌کردم که شاید روزی این چنین نقشی را بازی کنم».
بعد از بازی یک اسکاتلندی، یک استرالیایی و یک ولزی، تماشاگران به نوعی احساس عجیبی نسبت به بازی یک ایرلندی در سری فیل‌های جیمزباند داشتند.

#### چشم طلایی (۱۹۹۵)

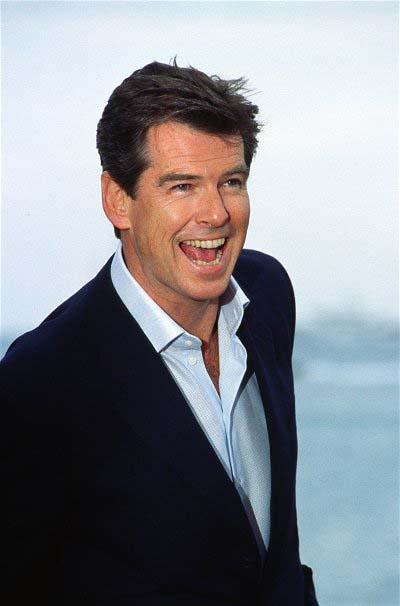
پیرس برازناندر جشنواره فیلم کن، ۲۰۰۲

پیرس برازنان باندی را ارائه نمود که سیگاری و دوستدار کت و شلوار ایتالیایی بود. از همه مهم‌تر برازنان در چشم طلایی اولین فیلم این مجموعه بود که بعد از فروپاشی شوروی ساخته می‌شد. سازندگان برای ساخت فیلم دچار ابهام شده بودند که آیا جیمز باند امروزی است یا نه، این به خاطر فیلم‌های قبلی بود که در ضدیت با اتحاد جماهیر شوروی ساخته شده‌بودند. دشمنان جیمز باند دیگر عمال دولت نبودند، بلکه این بار گانگسترهای روسی بودند. تغییر اساسی دیگر اضافه شدن جودی دنچ به عنوان رئیس ام (M)، مدیر ام‌آی۶، بود که بازتابی از دنیای واقع و ریاست یک زن بر سازمان ام‌آی ۵، یعنی استلا رمینگتون، بود.
بعضی از دست‌اندرکاران فیلم همچنان عقیده داشتن که این فیلم به عنوان یک نماد براز گذشته‌است. با این حال با آغاز نمایش عمومی فیلم، موفقیت‌هایی حاصل شد. این فیلم بالاترین پذیرش در میان منتقدان را از زمان دوره‌شان کانری و فیلم فقط دوبار زندگی می‌کنی بدست آورد. تام شون گفت: «برازنان هیچ‌یک از خصوصیات کانری را ندارد، ولی حداقل جانشین مور هم نبود. وی فضای زیادی برای مانور روی باند نداشت ولی مانور در فضای کم و گوشه‌های تخصص پیرس است». در نقد دیگری نیز گفته شد: «فیلم دقیقاً بر لبه فانتزی و حقیقت قرار گرفته‌است. برای اولین بار در مجموعه فیلم‌های باند چیزی رخ داد که می‌شد به آن احساسات گفت». ویسلت هم نوشت: «باند بازگشت محکمی داشت». 

#### فردا هرگز نمی‌میرد (۱۹۹۷)
بعد از موفقیت فیلم چشم طلایی، فشار مضاعفی برای بازآفرینی موفقیتش از سوی ام‌جی‌ام به وجود آمد. استودیو به تازگی به یک فرد با ثروت میلیاردی، به نام کرک کرکوریان فروخته شده‌بود. یکی از تهیه‌کنندگان، مایکل جی ویلسون گفت: «شما می‌دانید که فیلم دارای طرفداران بیشماری است و حدس می‌زنم که شما نمی‌خواهید آن‌ها را ناامید کنید». عجله برای کامل نمودن فیلم بودجه فیلم را به ۱۱۰ میلیون دلار افزایش داد.(معادل ۱۵۹ میلیون دلار تا تاریخ ۲۰۰۹). بسیاری از مکان‌های فیلم نیز در آسیا واقع بود.

#### دنیا کافی نیست (۱۹۹۹)وروزی دیگر بمیر (۲۰۰۲)
برازنان دو بار دیگر در نقش باند ظاهر شد، دنیا کافی نیست در سال ۱۹۹۹ و روزی دیگر بمیر در سال ۲۰۰۲ و همچنین در بازی‌ای به نام همه یا هیچ چیز و پیش از اعلام ترک این مجموعه فیلم، صداپیشگی کرد. تهیه‌کنندگان فعالیت خود را از نو برای یافتن یک جیمز باند جدید آغاز کردند (که دانیل کریگ برای این کار انتخاب شد). با وجود کار قوی صورت گرفته در دو فیلم آخر جیمز باند در تمام زمینه‌های بازی، تصویربرداری و جلوه‌های ویژه، نقدهایی بر فیلم وارد شد که بر ماجراجویی زیاد فیلم دلالت داشت..
بعد از موفقیت چشم طلایی، کوین مکلوری تلاشش را برای بازسازی گلوله آتشین را انجام داد. لیام نیسن و تیموتی دالتون برای نفش جیمز باند و رولاند آمریش و دین دولین برای توسعه فیلم از سوی سونی پیکچرز در نظر گرفته شدند. ام‌جی‌ام علیه سونی شکواییه‌ای ۲۵ میلیون دلاری را تنظیم نمود. مکلوری مجبور به کنار گذاشتن کارش شد. اما از سوی دیگر ام‌جی‌ام ۱۰ میلیون دلار بابت حق ساخت کازینو رویال به سونی شد. چراکه سونی پس از خرید کلایمکس دارای حق امتیاز آن بود.

## فیلم‌ها
| عنوان                                        | سال          | بازیگر نقش باند | کارگردان            | خلاصه | فروش (میلیون)     | فروش (میلیون)    | مطابق (میلیون)    | مطابق (میلیون)    |
| عنوان                                        | سال          | بازیگر نقش باند | کارگردان            | خلاصه | باکس آفیس         | بودجه            | باکس آفیس         | بودجه             |
| -------------------------------------------- | ------------ | --------------- | ------------------- | --- | ----------------- | ---------------- | ----------------- | ----------------- |
| دکتر نو                                      | ۱۹۶۲ (۱۳۴۱)  | شان کانری       | ترنس یانگ           | باند به دنبال پزشکی چینی است که مرتکب فتلی اسرارآمیز است و در جزیرهٔ جاماییکا زندگی می‌کند و برای سازمان اسپکتر کار می‌کند. هدف وی اختلال سامانهٔ پرتاب موشکی آمریکاست. | ۵۹٫۶              | ۱                | ۴۱۹٫۳۵            | ۸٫۴۴              |
| از روسیه با عشق                              | ۱۹۶۳ (۱۳۴۲)  | شان کانری       | ترنس یانگ           | سازمان اسپکتر یک جاسوس زن را برای قتل جیمز باند استخدام می‌کند. باند می‌کوشد تا با کمک او به ماشین رمزگشایی شوروی دست یابد. | ۷۸٫۹              | ۲                | ۵۴۷٫۸۳۵           | ۱۷٫۳۵             |
| پنجه طلایی                                   | ۱۹۶۴ (۱۳۴۳)  | شان کانری       | گای همیلتون         | باند در قسمت با یک نجیب‌زاده به نام اوریک انگشت طلایی روبه‌روست که می‌کوشد تا با انتشار گازی بیهوش‌کننده‌ای خاص در هوا به ذخیرهٔ بانک مرکزی آمریکا، فورت ناکس، حمله نوده و با استفاده از اشعه‌ای خاص، به آنجا نفوذ و ذخایر طلای آنجا را از آن خود نماید. | ۱۲۴٫۹             | ۳                | ۸۵۳٫۲             | ۲۳٫۹              |
| گلوله آتشین                                  | ۱۹۶۵ (۱۳۴۴)  | شان کانری       | ترنس یانگ           | باند این‌بار نیز رودررو با سازمان جنایتکار اسپکتر است. | ۱۴۱٫۲             | ۹                | ۹۵۵٫۲۷            | ۳۷٫۹              |
| فقط دو بار زندگی می‌کنید                      | ۱۹۶۷ (۱۳۴۶)  | شان کانری       | لوییس گیلبرت        | جیمز باند، پس تدارک مرگی جعلی برای خود، تحقیقاتش را دربارهٔ دزدید شدن فضاپیماهای روسی و آمریکایی آغاز می‌نماید. | ۱۱۱٫۶             | ۹٫۵              | ۷۱۶               | ۶۱                |
| در خدمت سرویس مخفی ملکه                      | ۱۹۶۹ (۱۳۴۹)  | جورج لازنبی     | پیترآرهانت          | بعد از تعقیب بلوفیلد، باند تقریباً بازنشستگی شده بود، ولی مانی‌پونی، از وی درخواست می‌نماید تا به کار سابقش بازگردد. او به صورت خودمختار و خارج از سازمان، خودش به تعقیب بلوفیلد می‌پردازد. بلوفیلد به دنبال استخدام یک متخصص است. باند متوجه عملیاتی از جانب سازمان جنایتکار اسپکتر برای حمله‌ای شیمیایی می‌شود.                                                                  | ۸۲                | ۸                | ۵۱۸٫۲             | ۴۱٫۵              |
| الماس‌ها ابدی‌اند                              | ۱۹۷۱ (۱۳۵۰)  | شان کانری       | گای همیلتون         | باند عملیات قاچاق الماسی را ردیابی می‌کند که ابتدا در هلند و بعد در لاس‌وگاس در سرانجام به سازمان اسپکتر ختم می‌شود. اسپکتر با هدف ساختن یک فضاپیما با قابلیت داشتن اشعهٔ لیزری است تا بتواند سلاح‌های زمینی را از فضا نابود کند. | ۱۱۶               | ۷٫۲              | ۶۱۵٫۲             | ۳۸٫۲              |
| زندگی کن و بگذار بمیرد                       | ۱۹۷۳ (۱۳۵۲)  | راجر مور        | گای همیلتون         | باند با جادوگران، قاچاقچیان هرویین در نیویورک و نیو اورلیان و سان‌مونیک به مبارزه می‌پردازد. در واقع این فیلم تقلیدی از بلاکسپولوشین بود. | ۱۶۱٫۸             | ۷                | ۸۰۱٫۷             | ۳۸٫۷              |
| مردی با طپانچه طلایی                         | ۱۹۷۴ (۱۳۵۳)  | راجر مور        | گای همیلتون         | زمانی که در تلاش برای یافتن یک متخصص هوافضا بود، متوجه توطئه‌ای از جانب بزرگترین قاتل دنیا عیله خودش شد و درمی‌یابد که میان این دو موضوع رابط‌ای برقرار است. | ۹۷٫۶              | ۷                | ۴۴۲               | ۳۱٫۷              |
| جاسوسی که مرا دوست داشت                      | ۱۹۷۷ (۱۳۵۶)  | راجر مور        | لوییس گیلبرت        | باند با کمک یک جاسوس زن روسی در پی ردگیری دو زیردریایی هسته‌ای گمشده‌است. وی در نهایت در می‌یابد که فردی با آرزوی برقراری یک حکومت در دریاها به این اقدام مبادرت نموده‌است. | ۱۸۵٫۵             | ۱۴               | ۶۶۹               | ۵۰٫۵              |
| مون ریکر                                     | ۱۹۷۹ (۱۳۵۸)  | راجر مور        | لوییس گیلبرت        | باند در حال تحقیق دربارهٔ سرقت یک شاتل فضایی است. سازندهٔ شاتل‌ها، هوگو دراکس، در حال خارج کردن انسان‌ها از سیارهٔ زمین و بازگرداندن مجدد آن‌ها برای استقرار آن‌ها به صورت نژادی برتر است. | ۲۱۰٫۳             | ۳۱               | ۶۵۰               | ۷۷٫۳              |
| فقط بخاطر چشمان تو                           | ۱۹۸۱ (۱۳۶۰)  | راجر مور        | جان گلن             | تحقیقات باند دربارهٔ قتل یک متخصص از نیروی دریایی او را وارد مسابقه‌ای با زیردریایی‌ای از شوروی وارد کرد. هدف این کار دست‌یابی به کامپیوتر یک کشتی غرق شده‌بود. | ۱۹۵٫۳             | ۲۸               | ۴۷۴               | ۶۸                |
| اختاپوسی                                     | ۱۹۸۳ (۱۳۶۲)  | راجر مور        | جان گلن             | قتل مأمور ۰۰۹ و جعل یک سری جواهرات، باند را به سوی فردی به نام کمال خان رهنمود ساخت. کمال خان و اختاپوس رهبر فرقه اختاپوس‌ها بودند. خان به اختاپوس، که به خاطر نجات پدرش به باند مدیون بود، خیانت کرد. باند و اختاپوس عیله خان متحد شدند. خان قصد داشت تا با انفجاری اتمی در مرکز نیروی هوایی آمریکا در آلمان، باعث خلع سلاح ناتو شده و شوروی کنترل اروپا را در اختیار بگیرد. | ۱۸۷٫۵             | ۲۷٫۵             | ۴۰۴٫۷             | ۷۵٫۵              |
| منظری به یک قتل                              | ۱۹۸۵ (۱۳۶۹)  | راجر مور        | جان گلن             | در طی تحقیقات باند معلوم شد که یک شرکت با فناوری بالا، شرکت زورین، با هدف بدست‌گیری دنیا ریزتراشه به وسیلهٔ نابود کردن دره سیلیکون، قلب فناوری دیجیتال آمریکا، با زلزله‌ای مصنوعی بود. | ۱۵۲٫۶             | ۳۰               | ۳۰۴٫۹             | ۶۰                |
| روشنایی‌های زندگی                             | ۱۹۸۷ (۱۳۶۶)  | تیموتی دالتون   | جان گلن             | | ۱۹۱٫۲             | ۴۰               | ۳۶۳               | ۷۶                |
| جواز قتل                                     | ۱۹۸۹ (۱۳۶۸)  | تیموتی دالتون   | جان گلن             | باند برای خون‌خواهی دوستش در سازمان سی‌آی‌اِی، فلیکس لایتر، از سازمان سرویس مخفی استعفا می‌دهد. | ۱۵۶٫۲             | ۳۲               | ۲۷۲٫۲             | ۷۳٫۲              |
| چشم طلایی                                    | ۱۹۹۵ (۱۳۷۴)  | پیرس برازنان    | مارتین کمپل         | باند برای جلوگیری از تسلیح سندیکا به استفاده از ماهوارهٔ چشم طلایی به راهی سفری کاری می‌شود. هدف سندیکا، هدف قراردادن لندن با تخریب اقتصاد جهانی است. | ۳۵۶٫۴             | ۶۰               | ۴۹۶٫۳             | ۸۴٫۲              |
| فردا هرگز نمی‌میرد                            | ۱۹۹۷ (۱۳۷۶)  | پیرس برازنان    | راجر اسپوتسوود      | باند در طی تحقیقاتش درمی‌یابد که غول رسانه‌ای، الیوت کارور، هدفش به راه انداختن جنگی بین انگلستان و چین است. هدفش از این کار، یافتن منبعی برای اخبار اختصاصی‌اش برای شبکهٔ کابلی جدیدش است. | ۳۳۹٫۵             | ۱۱۰              | ۴۵۹٫۸             | ۱۴۵٫۹             |
| دنیا کافی نیست                               | ۱۹۹۹         | پیرس برازنان    | مایلک اپت           | از باند درخواست می‌شود تا محافظ شخصی زن یک غول نفتی شود که پدرش در مرکز ام‌ای ۶ به قتل رسیده‌بود. | ۳۶۱٫۷             | ۱۳۵              | ۵۰۱               | ۱۷۳٫۴             |
| روز دیگر بمیر                                | ۲۰۰۲         | پیرس برازنان    | لی تاماهوری         | باند بعد از قتل سرهنگ موون در کرهٔ شمالی اسیر می‌شود. بعد از آزادی وضعیت ۰۰ او لغو شده‌است. باند به خواست خودش و خارج از سازمان، خودش شروع به تحقیق دربارهٔ اینکه چه کسی به او خیانت کرده می‌کند. او در این کار به همراه یک مأمور زن آمریکایی است. همراهان موون رابطه‌ای رمزآلود با معامله‌گر الماس، گوستاو گراوز، داشتند.                                                          | ۴۳۱٫۹             | ۱۴۲              | ۵۴۳٫۵             | ۱۶۹٫۲             |
| کازینو رویال                                 | ۲۰۰۶         | دنیل کریگ       | مارتین کمپل         | باند در اولین انتساب به به عنوان مأمور ۰۰، در راهی برای عقیم کردن طرح یک ترورست اقتصادی با شکست وی در بازی پوکر در کازینو رویال است. | ۵۹۴٫۲             | ۱۰۲              | ۶۳۲٫۵             | ۱۳۸٫۴             |
| ذره‌ای آرامش                                  | ۲۰۰۸         | دنیل کریگ       | مارک فوستر          | باند در تعقیب کوانتوم، سازمانی که معتقد است مسئول قتل وسپر لیند است، بود. باند متحدی را در کمیل مانت یافت. آن زن به دنبال یافتن قاتل خانواده‌اش که یک ژنرال بولیویایی است، بود. در ادامه دریافتند که گروه کوانتوم به دنبال یک کودتا و دزدیدن تمام منابع آب شیرین آن است. | ۵۸۶٫۱             | ۲۳۰              |                   |                   |
| اسکای‌فال                                     | ۲۰۱۲         | دنیل کریگ       | سام مندس            | | $۶۷۸              | $۱۵۰–۲۰۰         | $۶۷۸              |                   |
| اسپکتر                                       | ۲۰۱۵         | دنیل کریگ       | سام مندس            | نامه‌ای عجیب از گذشته، جیمز باند (دنیل کریگ) را به مأموریتی خطرناک در مکزیکو سیتی و سپس رم می‌فرستد، جایی که او با لوسیا سیارا (مونیکا بلوچی)، بیوه زیبا و دست‌نیافتنی یک جنایتکار مشهور آشنا می‌شود. |                   |                  |                   |                   |
| مجموع                                        | فیلم‌های ۱–۲۳ |                 |                     | | ۵٫۶۸ میلیارد دلار | ۱٫۲ میلیارد دلار | ۱٫۶۴ میلیارد دلار | ۱٫۷۲ میلیارد دلار |
| فیلم‌هایی که سازنده‌شان غیر از شرکت ای‌اوان است |              |                 |                     | |                   |                  |                   |                   |
| کازینو رویال (تلویزیونی)                     | ۱۹۵۴ (۱۳۳۳)  | بری نیلسن       | ویلیم اچ براون کوچک | جاسوس آمریکایی، جیمی باند، در تلاش برای عقیم کردن طرح جاسوسی | اجرایی نشد        | اجرایی نشد       | اجرایی نشد        | معلوم نیست        |
| کازینو رویال (پارودی)                        | ۱۹۶۷ (۱۳۴۶)  | دیوید نیون      | کِم هیوز و دیگران    | سِر جیمز باند با شمارهٔ ۰۰۷، از بازنشستگی بیرون آمده و تحقیقاتش دربارهٔ مرگِ جاسوسان است. با کنک بدل باند، وی موفق به شکست دکتر نوی اسرارآمیز و اسمرش می‌شود | ۴۴٫۴              | ۱۲               | ۲۷۴٫۲             | نامعلوم           |
| هرگز نگو هرگز                                | ۱۹۸۳(۱۳۶۲)   | شان کانری       | اروین کرشنر         | بازسازی‌ای از گلولهٔ آتشین، با همراه عناصر اضافه‌ای برای بیرون آمدن باند از بازنشستگی‌است. | ۱۶۰               | ۳۶               | ۳۳۱٫۴             | نامعلوم           |

## بازیگرانِ نقش‌های تکراری
توجه کنید که ام و کیو حرف نیستند بلکه درجهٔ منسوب به فرد هستند. 
| فیلم                        | سال  | جیمز باند     | ام                    | خانم مانی‌پنی | کیو          | فلیکس لیتر   |  |
| --------------------------- | ---- | ------------- | --------------------- | ------------ | ------------ | ------------ |  |
| دکتر نو                     | ۱۹۶۲ | شان کانری     | برنارد لی             | لوئیز مکسول  | پیتر بارتون  | جک لرد       |  |
| از روسیه با عشق             | ۱۹۶۳ | شان کانری     | برنارد لی             | لوئیز مکسول  | دزموند لِولین | هیچ‌کس        |  |
| پنجه طلایی                  | ۱۹۶۴ | شان کانری     | برنارد لی             | لوئیز مکسول  | دزموند لِولین | سک لیندر     |  |
| گلوله آتشین                 | ۱۹۶۵ | شان کانری     | برنارد لی             | لوئیز مکسول  | دزموند لِولین | ریک وان ناتر |  |
| تنها دوبار زندگی می‌کنی      | ۱۹۶۷ | شان کانری     | برنارد لی             | لوئیز مکسول  | دزموند لِولین | هیچ‌کس        |  |
| در خدمت سرویس مخفی علیاحضرت | ۱۹۶۹ | جورج لازنبی   | برنارد لی             | لوئیز مکسول  | دزموند لِولین | هیچ‌کس        |  |
| الماس‌ها ابدی‌اند             | ۱۹۷۱ | شان کانری     | برنارد لی             | لوئیز مکسول  | دزموند لِولین | نورمن بارتون |  |
| زنده بمان و بگذار بمیرد     | ۱۹۷۳ | راجر مور      | برنارد لی             | لوئیز مکسول  | هیچ‌کس        | دیوید هدیسون |  |
| مردی با طپانچه طلایی        | ۱۹۷۴ | راجر مور      | برنارد لی             | لوئیز مکسول  | دزموند لِولین | هیچ‌کس        |  |
| جاسوسی که دوستم داشت        | ۱۹۷۷ | راجر مور      | برنارد لی             | لوئیز مکسول  | دزموند لِولین | هیچ‌کس        |  |
| مون ریکر                    | ۱۹۷۹ | راجر مور      | برنارد لی             | لوئیز مکسول  | دزموند لِولین | هیچ‌کس        |  |
| فقط بخاطر چشمان تو          | ۱۹۸۱ | راجر مور      | هیچ‌کس                 | لوئیز مکسول  | دزموند لِولین | هیچ‌کس        |  |
| اختاپوس                     | ۱۹۸۳ | راجر مور      | رابرت براون           | لوئیز مکسول  | دزموند لِولین | هیچ‌کس        |  |
| نمایی از یک قتل             | ۱۹۸۵ | راجر مور      | رابرت براون           | لوئیز مکسول  | دزموند لِولین | هیچ‌کس        |  |
| روزهای روشن زندگی           | ۱۹۸۷ | تیموتی دالتون | رابرت براون           | کارولین بلیس | دزموند لِولین | جان تری      |  |
| جواز قتل                    | ۱۹۸۹ | تیموتی دالتون | رابرت براون           | کارولین بلیس | دزموند لِولین | دیوید هدیسون |  |
| چشم طلایی                   | ۱۹۹۵ | پیرس برازنان  | جودی دنچ              | سامانتا باند | دزموند لِولین | هیچ‌کس        |  |
| فردا هرگز نمی‌میرد           | ۱۹۹۷ | پیرس برازنان  | جودی دنچ              | سامانتا باند | دزموند لِولین | هیچ‌کس        |  |
| دنیا کافی نیست              | ۱۹۹۹ | پیرس برازنان  | جودی دنچ              | سامانتا باند | دزموند لِولین | هیچ‌کس        |  |
| روزی دیگر بمیر              | ۲۰۰۲ | پیرس برازنان  | جودی دنچ              | سامانتا باند | جان کلیز     | هیچ‌کس        |  |
| کازینو رویال                | ۲۰۰۶ | دانیل کریگ    | جودی دنچ              | هیچ‌کس        | هیچ‌کس        | جفری رایت    |  |
| ذره‌ای آرامش                 | ۲۰۰۸ | دانیل کریگ    | جودی دنچ              | هیچ‌کس        | هیچ‌کس        | جفری رایت    |  |
| اسکای‌فال                    | ۲۰۱۲ | دانیل کریگ    | جودی دنچ و رالف فاینس | نائومی هریس  | بن ویشاو     | جفری رایت    |  |
| اسپکتر                      | ۲۰۱۵ | دانیل کریگ    | رالف فاینس            | نائومی هریس  | بن ویشاو     |              |  |

### نقل قول
معروفترین معرفی «[من/این] باند، جیمز باند است» ((به انگلیسی: My name is Bond, James Bond))، به یک عبارت معروف تبدیل شد. این عبارت برای اولین بار توسط شان کانری و در آغاز اولین فیلمش، دکتر نو، ادا شد، هنگامی که باند سیلویا ترنچ را ملاقات می‌نماید:
من شجاعتتان را تحسین می‌کنم، خانمِ… ؟
ترنچ. سیلویا ترنچ. من شانستان را تحسین می‌کنم. آقایِ… ؟
باند… جیمز باند.

### نظرات و نقدها
| فیلم‌های ساخت ئی‌اوان             | فیلم‌های ساخت ئی‌اوان | فیلم‌های ساخت ئی‌اوان | فیلم‌های ساخت ئی‌اوان | فیلم‌های ساخت ئی‌اوان |
| فیلم                            | راتن تومیتوس        | راتن تومیتوس        | متاکریتیک           | بی‌اف‌سی‌ای            |
| فیلم                            | کلی                 | برترین نقدها        | متاکریتیک           | بی‌اف‌سی‌ای            |
| ------------------------------- | ------------------- | ------------------- | ------------------- | ------------------- |
| دکتر نو                         | ۹۸٪ (۴۵ نظر)        | ۱۰۰٪ (۶ نظر)        |                     |                     |
| از روسیه با عشق                 | ۹۶٪ (۴۸ نظر)        | ۱۰۰٪ (۱۰ نظر)       |                     |                     |
| پنجه طلایی                      | ۹۶٪ (۵۱ نظر)        | ۸۹٪ (۹ نظر)         |                     |                     |
| گلوله آتشین                     | ۸۹٪ (۳۵ نظر)        | ۱۰۰٪ (۶ نظر)        |                     |                     |
| شما فقط دوبار زندگی می‌کنید      | ۷۰٪ (۳۳ نظر)        | ۳۸٪ (۸ نظر)         |                     |                     |
| در خدمت سرویس مخفی علیاحضرت     | ۸۲٪ (۳۸ نظر)        | ۷۱٪ (۷ نظر)         |                     |                     |
| الماس‌ها ابدیند                  | ۶۷٪ (۳۶ نظر)        | ۷۵٪ (۸ نظر)         |                     |                     |
| زنده بمان و بگذار بمیرد         | ۶۴٪ (۳۶ نظر)        | ۶۳٪ (۸ نظر)         |                     |                     |
| مردی با طپانچه طلایی            | ۵۲٪ (۳۳ نظر)        | ۱۴٪ (۷ نظر)         |                     |                     |
| جاسوسی که دوستم داشت            | ۷۹٪ (۳۸ نظر)        | ۵۰٪ (۶ نظر)         |                     |                     |
| مون راکر                        | ۶۴٪ (۳۶ نظر)        | ۶۳٪ (۸ نظر)         |                     |                     |
| فقط بخاطر چشمان تو              | ۶۹٪ (۳۶ نظر)        | ۴۳٪ (۷ نظر)         |                     |                     |
| اختاپوس                         | ۴۷٪ (۳۲ نظر)        | ۵۷٪ (۷ نظر)         |                     |                     |
| نمایی از یک کشتار               | ۳۹٪ (۴۱ نظر)        | ۱۴٪ (۷ نظر)         |                     |                     |
| روزهای روشن زندگی               | ۷۳٪ (۳۳ نظر)        | ۷۵٪ (۸ نظر)         |                     |                     |
| جواز قتل                        | ۷۱٪ (۳۵ نظر)        | ۵۷٪ (۷ نظر)         |                     |                     |
| چشم طلایی                       | ۸۰٪ (۴۱ نظر)        | ۷۰٪ (۱۰ نظر)        | ۶۵ (۱۸ نظر)         |                     |
| فردا هرگز نمی‌میرد               | ۵۴٪ (۵۷ نظر)        | ۶۰٪ (۱۰ نظر)        | ۵۶ (۲۱ نظر)         |                     |
| دنیا کافی نیست                  | ۵۱٪ (۱۱۳ نظر)       | ۴۴٪ (۹ نظر)         | ۵۹ (۳۳ نظر)         |                     |
| روزی دیگر بمیر                  | ۵۹٪ (۱۹۶ نظر)       | ۵۷٪ (۱۴ نظر)        | ۵۶ (۳۷ نظر)         | ۷۴                  |
| کازینو رویال (۲۰۰۶)             | ۹۴٪ (۲۱۶ نظر)       | ۸۸٪ (۱۷ نظر)        | ۸۱ (۳۸ نظر)         | ۸۸ (انتهاب منتقدان) |
| ذره‌ای آرامش                     | ۶۵٪ (۲۴۶ نظر)       | ۶۰٪ (۲۰ نظر)        | ۵۸ (۳۸ نظر)         | ۸۱ (انتخاب منتقدان) |
| سقوط آسمانی                     | ۹۲٪ (۲۵۸ نظر)       | ۸۹٪ (۱۹ نظر)        | ۸۱ (۴۳ نظر)         | اسپکتر              |
| فیلم‌های ساخته شده غیر از ای‌اوان |                     |                     |                     |                     |
| فیلم                            | راتن تومیتوس        | راتن تومیتوس        | Metacritic          | بی‌اف‌سی‌ای            |
| فیلم                            | کلی                 | برترین نقدها        | Metacritic          | بی‌اف‌سی‌ای            |
| کازینو رویال (۱۹۶۷)             | ۳۱٪ (۳۲ نظر)        | ۲۹٪ (۷ نظر)         |                     |                     |
| هرگز نگو هرگز                   | ۶۵٪ (۳۴ نظر)        | ۷۱٪ (۷ نظر)         |                     |                     |

### ماشین‌های و هواپیماها
در طول مجموعه، کیو انواع ماشین‌ها را برای جیمز باند فراهم می‌کرد. اگرچه معروف‌ترین ماشین جیمز باند استون مارتین دی‌بی۵ بود که در انگشت طلایی، گلولهٔ آتشین، چشم طلایی، فردا هرگز نمی‌میرد و کازینو رویال مشاهده شده‌است. تیم تولید، از شماره‌ای خاص برای این ماشین استفاده می‌کردند، این شماره در سال ۲۰۰۶ (۱۳۸۴) به مبلغی بیش از دومیلیون دلار به فروش رفت. اگرچه این پلاک اولین بار در سال ۱۹۷۰ (۱۳۴۸) به مبلغ ۵۰۰۰ پوند به فروش رفته‌بود. باند همچنین هواپیمایش را در فیلم شما فقط دوبار زندگی می‌کنید آزمایش نمود، که یک جیرکوپتر بود. همچنین وی از یک سسنای ۱۸۵ واگن آسمانی در جواز قتل استفاده نمود. این روند با استفاده از اکرواستارجتدر اختاپوسی ادامه یافت.